# Dracula 2: L'ultimo santuario
Dracula 2: L'ultimo santuario (Dracula 2: Le Dernier Sanctuaire) è un'avventura grafica pubblicata nel 2000 da Cryo Interactive, seguito di Dracula: La risurrezione e a sua volta precede Dracula 3: Il sentiero del drago.

## Trama
Il gioco inizia dove finiva il precedente: Jonathan e Mina sono riusciti a scappare cogliendo solo un parziale successo: infatti lei è stata liberata dalla maledizione, ma il Conte è riuscito a sopravvivere ancora, e si reca a Londra per approfittare della convalescenza di Mina per poterla rapire e condurla nel suo santuario, pieno di pericoli e trappole. Ancora una volta Jonathan Harker è chiamato all'impresa di trovare questo luogo oscuro e liberare la moglie, il tutto cercando nuovamente di mettere la parola fine all'esistenza del demoniaco essere.